# Louis Legrand (photographe)
Pour les articles homonymes, voir Louis Legrand et Legrand.
 (novembre 2024).
Louis Legrand, aussi appelé Denis Louis Legrand (Saint-Rémy-lès-Chevreuse, 1820 - Chevreuse, 1876), est un photographe français de la seconde moitié du XIXe siècle, basé à Shanghai. Il est l'un des premiers photographes occidentaux à avoir exercé en Chine.

## Biographie
Denis Louis Legrand est né le 27 juin 1820 à Saint-Rémy-lès-Chevreuse, de Louis Charles François Legrand, marchand meunier, et Marie Julie Victoire Hamot. Il a de nombreux frères et sœurs, dont certains travailleront plus tard avec lui.
D'après une anecdote racontée par le journaliste et écrivain Alfred Busquet, Louis Legrand, établi à Paris au début des années 1850, est l'ami de Gérard de Nerval lorsque ce dernier meurt, en 1855. Busquet relate : « Il se nommait Louis Legrand et demeurait passage Véro-Dodat, où il exerçait la profession de commissionnaire pour l'exportation. Il avait des frères au Japon, qu'il est allé rejoindre et, s'il vit encore, il est négociant à Changhai. »
Dans le Shanghai Almanac for the Year 1857, Legrand apparaît comme employé de Rémi, Schmidt & Cie, la plus importante des maisons de commerce françaises installées dans la concession française de Shanghai. Le 15 août 1857, il fait paraître dans le North China Herald une publicité pour un commerce de fabrication de montres et horloges à son nom, qui abrite également un studio photographique, sans doute l'un des premiers de la ville. Legrand travaille pour le compte de la société familiale d'import-export Legrand frères & Cie,, domiciliée au 33, passage Véro-Dodat,,, où est établie à la même époque une société de recouvrement au nom de son frère Adrien (nommé Legrand ou Le Grand).
Sous la même raison sociale Legrand frères & Cie, Legrand propose à partir de septembre 1858 des portraits stéréoscopiques, puis l'année suivante des vues également stéréoscopiques de Shanghai,. Au dos, les clichés portent les tampons « Legrand Fres & Cie », « L.G. Fres » ou  « 李閣郎 » en caractères chinois (transcrit Li Gelang, Li Gelong ou Li Galong). Une série conservée à la BnF porte par ailleurs le tampon d'Henry Voland, distributeur et dépositaire en France,,.
La diffusion de ces vues stéréoscopiques entraîne la parution de plusieurs articles de presse en France. Dans un article du Figaro du 1er janvier 1860, le photographe – appelé Louis le Grand – est décrit comme « le premier qui ait pénétré en Chine un appareil photographique sur le dos, et qui, en compagnie de vrais Chinois, ait pu photographier la Chine. ». Son adresse à Shanghai est ainsi transcrite : « monsieur Louis le Grand, négociant, à Shang Haï, province de Se-Li-Chou, arrondissement de Chien-te-Sang, rue Kon-Fut-Sée [Confucius], n° 17, Chine ». La même source indique que ses collections photographiques sont disponibles à Paris, 6 rue Tronchet, chez un marchand de curiosités chinois nommé Laurent Chin-Yung, aussi connu sous le nom de Laurent (Ouang) Tching-Yong. Les 17 et 24 mars 1860, dans la revue de photographie La Lumière, le rédacteur en chef Ernest Lacan signe un texte en deux parties intitulé « La Chine au stéréoscope », à l'occasion de la publication d'une double collection de vues stéréoscopiques par les éditions Gaudin frères,. Bien que le nom de Legrand ne soit pas cité, c'est très probablement son travail qui fait l'objet d'une recension dans la seconde partie de l'article – la première étant consacrée à la série produite par un photographe anglais. Si Lacan juge la série française « inférieure à la collection anglaise », il en souligne toutefois l'intérêt.
Cette même année, Louis Legrand est – avec le photographe et correspondant du Moniteur universel Antoine Fauchery, et le lieutenant-colonel Charles-Louis Du Pin – probablement commissionné pour accompagner l'armée française et immortaliser sa participation dans l'expédition militaire anglo-française pendant la seconde guerre de l'opium (1856-1860). Aucune preuve évidente que Legrand ait réellement rejoint l'expédition ou ait pris des photos pour elle n'a cependant jamais été trouvée. En janvier 1861, Ernest Lacan rapporte dans un journal allemand de photographie que Legrand aurait fait un temps partie de la mission, qu'il aurait envoyé une collection de vues à l'un de ses frères à Paris, mais se serait ensuite « engagé dans le commerce des liqueurs avec l'armée et [aurait été] complètement absorbé par la vente du "petit verre" ».
En novembre 1861, Louis Legrand inspire au journaliste Albert Kaempfen (dit Henri Este) le personnage d'une fiction, publiée en feuilleton dans L'Illustration. L'homme s'y décrit ainsi : « (...) permettez-moi de me présenter moi-même : je m'appelle Legrand. — Comme tous les Européens qui habitent Shang-haï, je suis négociant ; dans mes moments perdus je joue du violon, je modèle des statuettes, je collectionne des curiosités, et je fais de la photographie. » Plus loin, il ajoute : « La Chine est un pays charmant et amusant au possible. Je veux doter le monde d'une Chine stéréoscopique qui tiendra tout entière dans une poche de dimension ordinaire. » Le récit paraît sous forme de roman, intitulé La Tasse à thé, en 1865. Cette même année, Louis Legrand figure toujours dans la liste des étrangers résidents en Chine, publiée dans The Chronicle and Directory for China, Japan and the Philippines. Toutefois, une notice publiée dans l'édition précédente indique que, d'après le journal The Friend of China du 26 avril 1864, une société de Shanghai, baptisée Legrand frères, a été liquidée durant le semestre précédent. 
Il meurt le 29 mai 1876, célibataire, « en sa demeure » à Chevreuse.